# Urbasa
Urbasa és un altiplà muntanyenc o una serra (la serra d'Urbasa) situat al nord-oest de Navarra que presenta una altitud mitjana d'uns 1000 msnm. Es tracta d'un gran pla elevat, que descendeix abruptament cap al corredor d'Arakil, al nord, i cap a Amezkoabarren al sud. El nom significa en basc «bosc humit» (d' ur «aigua» i basa «bosc»).
Està intensament karstificat: corredors i valls seques, dolines, uvales, poljés, avencs, canons, exsurgències… La principal sortida de l'aqüífer kàrstic és el naixement del riu Urederra, al costat sud de la serra.
La serra té una extensió d'11.399 ha. Les principals alçades són Baiza (1.183 m), Iruaitzeta (1.144 m), Santa Marina (1.068 m) i Bargagain (1.157 m).
Està travessat de nord a sud per la carretera NA-718, que parteix d'Olazti, travessa el port d'Urbasa, arriba a la localitat de Zudaire. Una bona part de l'altiplà al cim forma la mancomunitat de la Muntanya de Las Limitaciones, administrada per una junta amb seu a Zudaire (Ameskoabarren).
Juntament amb la serra d'Andia, la Muntanya de Las Limitaciones i la Reserva Natural Urederra componen el Parc Natural Urbasa-Andia des del 1997. Aquest conjunt forma el límit natural pel nord de la merindad d'Estella i la separa de la merindad de Pamplona. Una gran part de la serra pertany a la Comarca Turística d'Urbasa-Lóquiz-Estella.